# 海赛姆·本·塔里克·阿勒赛义德
海赛姆·本·塔里克·阿勒賽義德GCMG GCVO（阿拉伯语：‎，羅馬化：Haytham bin Ṭāriq Āl Saʿīd，1954年10月13日—），现任阿曼苏丹，賽義德王朝的第15代君主。他是第12任苏丹泰穆爾·本·費薩爾的孙子，第14任苏丹卡布斯·本·赛义德的堂弟。
2020年1月11日，他接替在10日病逝的苏丹卡布斯，在阿曼委员会上宣誓成为阿曼苏丹。苏丹卡布斯生前并没有子女，因此把选定的王位继承人的名字写到一封信中，而据报道海赛姆是卡布斯选择的继承人。
1979年，海赛姆在牛津大学毕业。他毕业后加入外交部，后来又担任阿曼的文化遗产部长。